# Jim McBride
Jim McBride (nascut el 16 de setembre de 1941) és un guionista, productor i director estatunidenc.

## Llegat
Richard Brody, que va escriure per a The New Yorker, va nomenar McBride com un dels dotze més grans cineastes narratius vius, citant David Holzman's Diary com una "càpsula del temps de vistes i sons, idees i estats d'ànim, política i història", i "una de les primeres pel·lícules més grans", però va assenyalar que només el considerava un dels millors per a aquella pel·lícula concreta.

## Filmografia
- David Holzman's Diary (1967)
- My Girlfriend's Wedding (1969)
- Pictures from Life's Other Side (1971)
- Glen and Randa (1971)
- Hot Times (1974)
- Sense alè (1983)
- The Big Easy (1986)
- Gran bola de foc (1989)
- La taula de Flandes (1994)

## Televisió
- La Dimensió Desconeguda (1986)
- The Wonder Years (1990–1991)
- Blood Ties (1991) (TV)
- The Wrong Man (1993) (TV)
- Fallen Angels (1995) – "Fearless" (1995) Episode
- Pronto (1997) (TV)
- The Informant (1997) (TV)
- Dead by Midnight (1997) (TV)
- To Hell and Back (2000) (TV)
- Six Feet Under (2001)

## Premis
Guanyador
- Festival Internacional de Cinema de Mannheim-Heidelberg: Gran Premi; per David Holzman's Diary; 1967.
- Festival du Film Policier de Cognac: Grand Prix; per The Big Easy; 1987.

Nominacions
- Premis Independent Spirit: Premi al millor director, per The Big Easy 1988.
- Festival de Cinema de Venècia: Lleó d'Or; per The Informant; 1997.